# Булгаков, Андрей Алексеевич (политик)
Андре́й Алексе́евич Булга́ков (род. 21 апреля 1979) — глава городского округа Щёлково (с 2020 года), глава городского округа Котельники (2018—2020).

## Биография
В 2001 году окончил Государственный университет гуманитарных наук по квалификации «Историк», специализация «История», в 2011 — получил диплом по квалификации «Социолог», специализация «Социология» ФГОУ ВПО Российской академии государственной службы при Президенте Российской Федерации.
С 2002 года по 2011 год работал на различных должностях на «Первом канале».
В 2017 году был назначен советником главы городского округа Балашиха Московской области. С 2017 года по 2018 год занимал должность заместителя главы администрации городского округа Котельники Московской области.
С мая 2018 года — временно исполняющий полномочия главы городского округа Котельники. С ноября 2018 года по апрель 2020 года возглавлял муниципалитет на посту главы городского округа Котельники.
С 28 апреля 2020 года — временно исполняющий полномочия главы городского округа Щёлково Московской области.
С 6 июля 2020 года — глава городского округа Щёлково.
Депутатская деятельность: с 2006 года по 2015 год являлся депутатом Совета депутатов городского округа Балашиха трёх созывов.

## Личная жизнь
Женат, воспитывает троих детей

## Награды
- Почетная грамота Московской областной Думы, 2011
- Почетный знак Московской областной Думы «За труды», 2012
- Почетный знак Московской областной Думы «За трудовую доблесть», 2016
- Почетная грамота Московской областной Думы, 2019
- Почетная грамота Губернатора Московской области, 2019
- Знак Московской областной Думы «За службу закону» III степени, 2021
- Медаль Московской Епархии Русской Православной Церкви «За жертвенные труды», 2021
- Знак Московской областной Думы «За вклад в развитие законодательства» I степени, 2021
- Знак Губернатора Московской области «За заслуги перед Московской областью» III степени, 2021
- Почетная грамота Министерства обороны Российской Федерации «За оказание содействия в решении задач», 2021